# Liste von jüdischen Persönlichkeiten der Stadt Dresden

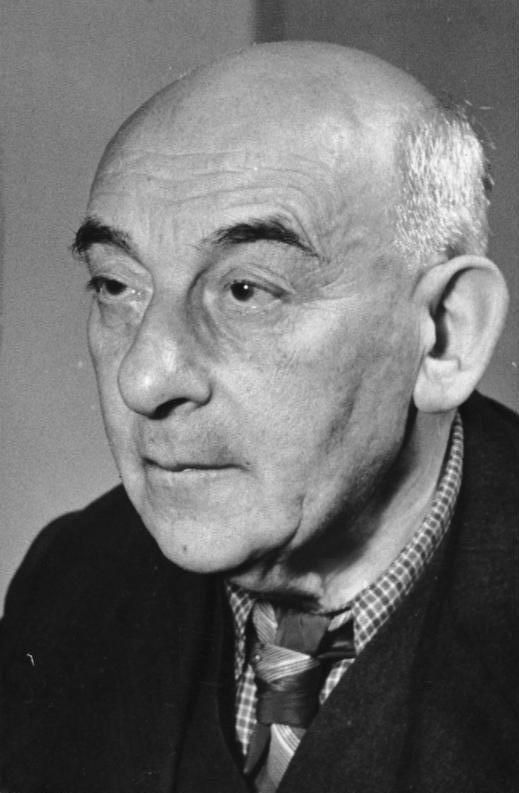
Victor Klemperer (1952).
Er konvertierte 1912 zum Protestantismus. Entsprechend der Rassegesetzgebung der NS-Zeit wurde er als Jude behandelt und verfolgt.

Die folgende Liste von jüdischen Persönlichkeiten der Stadt Dresden enthält, nicht vollständig und ohne jede Wertung, bekannte jüdische Persönlichkeiten, die mit der Stadt Dresden in Verbindung stehen. Die Liste ist eine Zusammenstellung aus verschiedensten Publikationen und ergänzt die nicht systematisch geführte Kategorie:Person des Judentums (Dresden). Aufgenommen wurden auch Persönlichkeiten, die nur zeitweise in Dresden gelebt haben, jedoch für das Leben in der Stadt von Bedeutung waren. Orientierung sind dabei die Relevanzkriterien. Aufgenommen wurden kurze Biogramme, sie sind auch den jeweils verlinkten Artikeln entnommen.

## Vorbemerkungen
In Dresden gibt es, wie in den meisten deutschen Städten, keine durchgehende Geschichte einer jüdischen Gemeinde. Die erste bekannte Judenordnung stammt von 1265, mithin lebten zu diesem Zeitpunkt Juden in der Stadt, auch die erste Synagoge existierte dort. Es existierte kein Getto, gleichwohl lebten die Dresdner Juden vor allem im Gebiet um den heutigen Neumarkt. Nach einem Pogrom 1349, ihrer Enteignung 1411 und der Vertreibung aus der Stadt 1430 hatte bis zum Ende des 17. Jahrhunderts kein Jude mehr einen festen Wohnsitz in Dresden.
1697 ließ August der Starke gegen den Widerstand des Rates eine Wiederansiedlung zu und ernannte 1708 seinen ersten Hofjuden (Issachar Berend Lehmann), was einen Neubeginn für die jüdische Gemeinde bedeutete: 1705 lebten 15, 1734 109 und 1746 schließlich 891 Juden in Dresden. 1838 wurde die erste jüdische Gemeinde in Dresden wieder zugelassen, 1838–1840 die Sempersche Synagoge errichtet. Erst 1867 durften sich überall in Sachsen Juden ansiedeln, eine volle Gleichstellung mit allen bürgerlichen Rechten gelang aber erst 1904: 1867 lebten 870, 1905 schließlich 3510 Juden in Dresden.
Am Ende der Weimarer Republik lebten in Dresden etwa 5000 Juden als geachtete Mitglieder der Gesellschaft, die jedoch in ihrer Gesamtheit oder als Personen trotzdem antisemitischen Anfeindungen, gerade in Dresden, ausgesetzt waren. Ab 1933 setzte der Isolationsprozess ein, zum Zentrum jüdischen Lebens in Dresden wurde fortan die Synagoge mit Schule und Ausreisestelle, bis sie in der Reichspogromnacht am 9. November 1938 niedergebrannt wurde. Die ersten Deportationen erfolgten 1942 nach Riga, in der Folge gingen mindestens zehn Transporte aus Dresden nach Theresienstadt sowie ein Transport nach Auschwitz. Für diesen Prozess, der vielfach zynisch „Entjudung“ genannt wurde, war gerade in Dresden Gauleiter Martin Mutschmann mit seinen untergebenen NS-Dienststellen verantwortlich, die sich ihrerseits durch besondere Härte auszeichneten oder auch auszeichnen wollten.
Die letzten 174 (von ehemals rund 5000) in Dresden verbliebenen Juden (unter ihnen Henny Brenner, Willy Katz, Victor Klemperer und Siegfried Lewinsky) sollten ab Mitte Februar 1945 trotz ihrer „Mischehen“ nach Theresienstadt deportiert werden. Für den ersten Transport, der am 16. Februar 1945 stattfinden sollte, wurde Victor Klemperer durch den Vorstand der jüdischen Gemeinde beauftragt, die „Briefe“, die zur Gestellung für einen „auswärtigen Arbeitseinsatz“ aufforderten, persönlich zuzustellen. Victor Klemperer gehörte nicht den für diesen „Arbeitseinsatz“ „Verpflichteten“ an und nahm diese in den Vormittags- und Mittagsstunden des 13. Februar 1945 vor. Dabei bestand Gewissheit, dass sich dieses Schicksal Tage später wiederholen würde, bis alle noch in Dresden lebenden Juden aus der Stadt abtransportiert waren.
Wenige Stunden später, in der Nacht vom 13. auf den 14. Februar 1945 fanden die ersten zwei von vier Angriffswellen auf Dresden statt, am 14. und 15. Februar zwei weitere, womit wegen der verheerenden Zerstörungen der Transport am 16. Februar 1945 nicht stattfand, wie auch kein weiterer mehr Dresden verließ.
Gleichwohl jagte die Gestapo nach den Überlebenden. Mit Ausnahme der Bewohner des „Judenhauses“ Sporergasse 2, also das ehemalige Gemeindehaus der jüdischen Gemeinde, die bei den Angriffen ums Leben kamen, gelang es allen anderen dieser Hetzjagd zu entkommen und an verschiedenen Orten zu überleben.
Im Mai 1945 lebten nurmehr 41 Juden in Dresden, 1946 112. Zu DDR-Zeiten bestand die Gemeinde nur aus wenigen Dutzend zunehmend älter werdenden Mitgliedern, welche durch Auswanderung und Tod auch zunehmend kleiner wurde (1953: 100, 1989: 50). Erst seit 1990 ist ein stetiges Wachstum, vor allem durch die Zuwanderung jüdischer Menschen aus den Ländern der ehemaligen Sowjetunion zu verzeichnen.

## A
- Paul Adler; geb. 4. April 1878 in Prag; gest. 8. Juni 1946 in Zbraslav bei Prag; Schriftsteller, Journalist und Übersetzer, u. a. Gustave Flaubert und Camille Lemonnier, lebte von 1912 bis 1921 und von 1923 bis 1933 in Hellerau, veröffentlichte im Zeitraum 1914–1916 seine Hauptwerke Elohim, Nämlich und Die Zauberflöte, floh 1933 in die Tschechoslowakei, überlebte versteckt den Holocaust in der Nähe von Prag.
- Heinz-Joachim Aris; geb. 7. Mai 1934 in Dresden; gest. 24. März 2017 in Dresden; Geschäftsführer der Jüdischen Gemeinde zu Dresden, 2002–2016 Vorsitzender des Landesverbandes Sachsen der Jüdischen Gemeinden.
- Helmut Aris; geb. 8. Mai 1908 in Dresden; gest. 22. November 1987 in Dresden; Präsident des Verbandes der Jüdischen Gemeinden in der DDR.
- Berthold Auerbach; geb. 28. Februar 1812 in Nordstetten; gest. 8. Februar 1882 in Cannes; lebte von 1849 bis 1859 in Dresden, gab hier u. a. die Dramen Andreas Hofer, Der Wahrspruch und den Roman Neues Leben heraus.
- Familie Arnhold, Bankiersfamilie, darunter besonders:
  - Georg Arnhold (Vater von Hans, Heinrich und Kurt Arnhold); geb. 1. März 1859 in Dessau; gest. 25. November 1926 in Innsbruck; seit 1875 Bankkaufmann, seit 1881 Mitinhaber des Bankhauses Gebrüder Arnhold, mit dieser wesentlicher Finanzier Dresdner Unternehmen, 1908 Mitbegründer des Sächsischen Esperanto-Instituts, 1925 Ehrensenator der Technischen Hochschule Dresden, stiftete 1926 das nach ihm benannte Arnholdbad.
    - Hans Arnhold (Bruder von Heinrich und Kurt Arnhold); geb. am 30. Mai 1888 in Dresden; gest. am 8. September 1966 in Lausanne; deutsch-amerikanischer Bankier, Teilhaber im Bankhaus Gebrüder Arnhold, übernahm dessen Berliner Repräsentanz, 1931 federführend an der Partnerschaft mit dem Bankhaus S. Bleichröder, Berliner Teil 1938 „arisiert“, Flucht nach Paris und 1939 in die USA, baute die New Yorker Dependance von Arnhold & S. Bleichroeder zum neuen Stammsitz des Unternehmens auf, Kunstsammlung und Bibliothek 1941 vom Einsatzstab Reichsleiter Rosenberg konfisziert (nurmehr Teile vorhanden), Haus eignete sich Reichswirtschaftsminister Walther Funk 1939 an, nach 1945 Offiziersclub, seit 1998 das Hans Arnhold Center der American Academy in Berlin.
    - Heinrich Arnhold (Bruder von Hans und Kurt Arnhold, Vater von Henry H. Arnhold); geb. am 22. Juli 1885 in Dresden; gest. am 10. Oktober 1935 ebenda; Bankier, Sammler, Mäzen, Esperantist, 1908 Mitorganisator des 4. Esperanto-Weltkongresses in Dresden, seit 1910 Teilhaber des Bankhauses Gebrüder Arnhold, 1911 bis 1914 1. Vorsitzender des Sächsischen Esperanto-Bundes, ab 1912 bedeutende Sammlung an moderner Kunst und eine umfangreiche Sammlung an Meißner Porzellan, Mitbegründer der Gesellschaft der Förderer und Freunde der Technischen Hochschule Dresden und deren Ehrensenator, 1935 Tod nach mehreren Schlaganfällen.
      - Henry H. Arnhold (Sohn von Heinrich Arnhold); geb. 15. September 1921 in Dresden; gest. am 23. August 2018 in New York City; deutsch-US-amerikanischer Bankier, Sammler und Mäzen, 1936 in ein Schweizer Internat, 1940 in Norwegen, verhaftet, kam frei, über Schweden und Kuba in die USA, studierte an der University of California in Los Angeles, trat in die Investmentbank Arnhold & S. Bleichroeder ein, 1960 deren Chairman, Präsident der Arnhold Foundation (Tierschutz, Bildung und Kunst), Mitglied (u. a.) des American Council on Germany und des National Committee on American Foreign Policy, unterstützte Wiederaufbau der Frauenkirche, Bau der Neuen Synagoge und die Kunstsammlungen Dresden, an der Palucca Schule Dresden Stiftung des Esther-Arnhold-Seligmann-Stipendium, Besitzer einer der weltweit wichtigsten Privatsammlungen Meißner Porzellans der Jahre bis 1750, 2011 Ehrensenator der Technischen Universität Dresden, erhielt 2013 den Sächsischen Verdienstorden.

    - Kurt Arnhold (Bruder von Heinrich und Hans Arnhold, Vater von George Gerard Arnhold); geb. 29. April 1887 in Dresden; gest. 9. September 1951 in São Paulo, Brasilien; deutsch-brasilianischer Bankier, promovierte 1913 in Leipzig, seit 1914 Teilhaber des Bankhauses Gebrüder Arnhold, musste unter demütigenden Bedingungen ab 1935 das Bankhaus „arisieren“, 1938/1939 mit Familie über Schweiz und Niederlande nach Großbritannien, von dort nach Brasilien, die gerettete Arnhold-Bibliothek wurde von seinem Sohn George Gerard Arnhold dem Ev. Kreuzgymnasium in Dresden geschenkt.
      - George Gerard Arnhold (Sohn von Kurt Arnhold); geb. 6. August 1918 in Dresden; gest. 31. Juli 2010 in São Paulo, Brasilien; deutsch-brasilianischer Unternehmer, Sammler, Mäzen, Präsident des Fördervereins der Dresdner Philharmonie, schenkte die Arnhold-Bibliothek dem Ev. Kreuzgymnasium in Dresden.

  - Max Arnhold; geb. 17. April 1845 in Dessau; gest. 4. Dezember 1908 in Dresden; Bankier (1875 Gründer des späteren Bankhauses Gebrüder Arnhold) und Freimaurer.
- Paul Aron; geb. 9. Januar 1886 in Dresden; gest. 6. Februar 1955 in New York City; Pianist, Komponist, Regisseur, Dirigent und Übersetzer, gründete 1921 die Konzertreihe „Neue Musik Paul Aron“ auf, 1927 das „Neue Dresdner Trio“, 1933 Flucht in die Tschechoslowakei, 1939 nach Kuba, 1941 in die USA.

## B
- Henoch Barczyński; geb. 15. Dezember 1896 in Łódź, gest. 14. März 1941 (?) in Tomaszów Mazowiecki; polnischer Maler, Grafiker und Illustrator, studierte 1921–26 in Dresden, 1940 oder Anfang 1941 im Ghetto von Tomaszów umgekommen.
- Bernhard Beer; geb. 20. Juli 1801 in Dresden; gest. 1. Juli 1861 in Dresden; erster Gemeindevorsteher der 1837 gegründeten Jüdischen Religionsgemeinde zu Dresden, Gelehrter und Gründer des Moses-Mendelssohn-Vereins.
- Otto Bernstein; geb. am 13. November 1887 in Posen, gest. im Frühjahr 1943 in Auschwitz; Theaterschauspieler und Regisseur, ab 1924 an verschiedenen Dresdner Theatern (‚Neues Theater‘, ‚Die Komödie‘ und Albert-Theater) tätig, 1926 in Dresden erste Regiearbeit, 1933 entlassen, ging nach Entlassung nach Berlin, 1943 gemeinsam mit seiner Ehefrau nach Auschwitz deportiert.
- Eduard Bendemann; geb. 3. Dezember 1811 in Berlin, gest. am 27. Dezember 1889 in Düsseldorf; Maler (einflussreicher Vertreter der Düsseldorfer Malerschule), Medailleur, Hochschullehrer (1838–1859 in Dresden, ab 1859 in Düsseldorf), in Dresden Lehrer von Felix Schadow.
- Margit Bokor; geb. am 1. Juni 1905 in Losonc, Königreich Ungarn, gest. am 9. November 1949 in New York City; ungarische Opernsängerin (Sopran), 1930–1933 an der Semperoper engagiert, 1933 entlassen, 1939 Flucht nach den USA, konnte ihre Karriere an den großen Häusern in New York und Rio de Janeiro fortsetzen.
- Familie Bondi, Bankiersfamilie, darunter besonders:
  - Joseph Bondi; geb. 23. Juni 1818 in Dresden, gest. 11. Juni 1897 ebenda; Jurist, Bankier, einer der ersten jüdischen Schüler der Kreuzschule, 1853 Dresdner Bürgerrecht, nach Verschmelzung Mitinhaber des Bankhauses Bondi & Maron, Börsenvorstand, 1861–1893 Gemeindevorsteher, 1891 Königlich Sächsischer Kommerzienrat.
- Walter Blumenfeld; geb. 2. Juli 1882 in Neuruppin, gest. 23. Juni 1967 in Lima (Peru); deutsch-peruanischer Psychologe und Hochschullehrer, wurde vor allem bekannt durch die Beschreibung des nach ihm benannten Blumenfeld-Effektes in der Arbeitsorganisation, Studium der Elektrotechnik an der TH Berlin, 1912 Promotion bei Carl Stumpf über Untersuchungen über die scheinbare Größe im Sehraum, 1920 Habilitation Zur kritischen Grundlegung der Psychologie an der TH Dresden, 1923 an ihr Professur, 1934 zwangsemeritiert, emigrierte 1935 nach Peru, dort Professor für Psychologie und Pädagogik an der Universidad Nacional Mayor de San Marcos in Lima, Mitbegründer der peruanischen Psychologie.
- Henny Brenner; geb. 25. November 1924 in Dresden, gest. 16. Mai 2020 in Weiden in der Oberpfalz; Schriftstellerin, überlebte Holocaust und Luftangriffe auf Dresden unter größten Entbehrungen und da die Eltern eine so bezeichnete „gemischt-rassige“ Ehe bildeten, nach Kriegsende zunächst in West-Berlin, danach in Bayern.
- Max Busyn; geb. 12. November 1899 in Łódź, gest. 12. August 1976 in Wiesbaden, Maler, 1922/23 Student an der Kunstakademie Dresden, Mitbegründer der expressionistischen Künstlergruppe „Die Schaffenden“ um Wilhelm Lachnit und Fritz Skade in Dresden, ab 1929 in Berlin, 1934 Emigration nach Tel Aviv, Mitgründung der Constantin-Brunner-Gemeinschaft in Israel, in den 1950er Jahren Rückkehr nach Deutschland.
- Eva Büttner; geb. am 27. Juli 1886 in Dresden; gest. 15. August 1969 in Kamenz; Publizistin, Kunst- und Musikkritikerin, SPD/ASPD-Politikerin, 1933 entlassen, nach 1933 trotz zunehmender Schikanen aktiv im Jüdischen Kulturbund, nach dem Tod ihres Ehemannes, des Komponisten Paul Büttner 1943 untergetaucht und anonym überlebend im Schloss Oberlichtenau bei Pulsnitz, nach 1945 Kulturamtsleiterin in Kamenz.

## C
- Arthur Chitz; geb. 5. November 1882 in Prag; gest. 1944 im Ghetto Riga; Musikwissenschaftler, Pianist und Komponist, Korrepetitor an der Semperoper, musikalischer Leiter des Dresdner Schauspielhauses, 1933 entlassen, 1942 ins Ghetto Riga deportiert und dort wahrscheinlich 1944 verstorben.
- Heinrich Conradi; auch Heinz Conradi; geb. als Heinrich Wilhelm Cohn 22. März 1876 in Frankfurt am Main; gest. 26. April 1943 in Dresden; Bakteriologe und Hygieniker im Sächsischen Landesgesundheitsamt sowie an der Technischen Hochschule Dresden, verlor aufgrund seiner jüdischen Abstammung 1935 aufgrund der Ersten Verordnung zum Reichsbürgergesetz seine Anstellung, 1938 die Approbation, starb im Polizeigefängnis Dresden unter bis heute ungeklärten Umständen.

## D
- Hans Dankner; geb. 21. April 1908 in Dresden; gest. 20. März 1945 im KZ Dachau; Politiker der Kommunistischen Partei Deutschlands (KPD) und Widerstandskämpfer gegen den Nationalsozialismus; Hans-Dankner-Straße in der Seevorstadt.
- Max Dankner (Bruder von Hans Dankner, Cousin von Lea Grundig); geb. 7. Mai 1911 in Dresden, gest. 13. April 1992 in Halle (Saale); Widerstandskämpfer gegen den Nationalsozialismus, Politiker der KPD und der Sozialistischen Einheitspartei Deutschlands (SED), 1935 aus dem Deutschen Reich ausgebürgert, Emigration in die Tschechoslowakei, Spanien (Teilnahme am spanischen Bürgerkrieg), 1939 nach Frankreich, im Juni 1945 nach Deutschland zurück, Sekretär der KPD- und der SED-Kreisleitung Dresden, bis 1951 Politkommandeur im Landesbrandschutzamt Sachsen, von 1951 an in verschiedensten Funktionen in Halle (Saale), mehrere hohe DDR-Auszeichnungen.
- Harry Dember; geb. 11. Juli 1882 in Leimbach; gest. 22. März 1943 in New Brunswick, NJ; Physiker, Entdecker des nach ihm benannten Dember-Effekts (heute eine der Grundlagen der Solarzellen), als Hochschullehrer 1933 in Dresden von den Nationalsozialisten aus dem Amt gezwungen, emigrierte 1939 in die Türkei, Professur in Istanbul, 1942 Professur in den USA; Harry-Dember-Straße in Omsewitz.
- Ernst Deutsch; geb. 16. September 1890 in Prag, gest. 22. März 1969 in Berlin; Schauspieler, 1916–1917 am Albert-Theater, hier in Walter Hasenclevers Drama Der Sohn die Titelrolle und wurde zum expressionistischen Schauspieler par excellence, 1917 nach Berlin, emigrierte 1933 zunächst nach Wien und Prag, 1938 nach New York, 1939 nach Hollywood, 1947 nach Wien zurück, Ensemblemitglied des Burgtheaters, ab 1951 wieder in West-Berlin.

## E
- Carl Elb; geb. als Carl Samuel Elb 6. April 1817 in Dresden, gest. 1887 ebenda; Porträt- und Genremaler, ab 1843 in Dresden wirkend.
- Max Elb; eigentlich Maximillian Elb, geb. 29. Oktober 1851 in Dresden, gest. 5. April 1925 ebenda; Unternehmer, erster Ehrenvorsitzende der jüdischen Gemeinde Dresden, Sächsischer Kommerzienrat, gründete eine russische chemische Fabrik, 1892 die Deutsche Glühstoff-Gesellschaft m.b.H., kreierte den Rostlöser Caramba, 1923 Bildung der Max Elb AG aus Vorgängerunternehmen, 1902 bis 1923 einer der drei Gemeindevorsteher, 1919 Gründungsmitglied der Deutschen Demokratischen Partei (DDP) in Dresden, 1923 erster Ehrenvorsitzender der Jüdischen Gemeinde in Dresden.
- Moritz Elimeyer; geb. 1810 in Dresden, gest. 1871 ebenda; Hofjuwelier, die Fassade seines Juweliergeschäftes am Jüdenhof gestaltete Gottfried Semper.
- Philipp Elimeyer (Bruder von Moritz Elimeyer), Lebensdaten derzeit nicht bekannt, gründete das Bankhaus Elimeyer in Dresden
- Erich Wilhelm Engel; geb. am 13. Jänner 1888 in Wien; gest. am 30. Dezember 1955 ebenda; österreichischer Pianist, Kapellmeister und Musikschriftsteller, war 1925–1933 Leiter der Einstudierung an der Semperoper, verließ mit Fritz Busch 1933 Dresden und Deutschland und ging ans Teatro Colón in Buenos Aires (Argentinien), kehrte 1951 nach Wien zurück.
- Richard Engländer; geb. 17. Februar 1889 in Leipzig, gest. 16. März 1966 in Uppsala, Schweden; Musikwissenschaftler, Komponist und Cembalist, ab 1919 in Dresden, seit 1922 Assistent bei Fritz Busch, 1933 entlassen, Privatlehrer, 1939 nach Verhaftung Flucht nach Schweden, dort Hochschullehrer in Uppsala.
- Helmut Eschwege; geb. 10. Juli 1913 in Hannover, gest. 19. Oktober 1992 in Dresden, Historiker, Dokumentarist, Mitglied der SPD, Emigration 1934 nach Dänemark und Palästina, 1946 über Karlsbad nach Deutschland zurück, 1947 Rückführung umfangreicher Buchbestände aus jüdischem Besitz von Prag nach Deutschland, eingegliedert in Museum für Deutsche Geschichte, mehrfach aus der SED ausgeschlossen und wieder in die Partei aufgenommen, 1958 Bibliothekar an der Technischen Hochschule Dresden, 1976 wegen unerlaubten Kopierens von Westliteratur zum Pförtner degradiert, auf Grund seines internationalen Ansehens wieder als Dokumentarist eingesetzt, in der DDR als Historiker nie anerkannt (trotz zahlreicher Publikationen, die z. T. nur als Skripte existieren, vor ihrem Erscheinen dutzendfach umgearbeitet werden mussten oder überhaupt nur außerhalb der DDR publiziert wurden), seit 1965 Engagement für christlich-jüdische Zusammenarbeit (1984 Buber-Rosenzweig-Medaille), Mitbegründer der SPD 1990 in Dresden.

## F
- Jeremias David Alexander Fiorino, auch Friedrich Alexander Fiorino; geb. 3. Mai 1797 in Cassel; gest. 22. Juni 1847 in Dresden; Miniaturenmaler, Hofmaler am sächsischen Hof, ab 1830 ständig in Dresden lebend.
- Marta Fraenkel; geb. 19. Dezember 1896 in Köln; gest. 9. August 1976 in New York City; Ärztin, von 1929 bis 1933 wissenschaftliche Geschäftsführerin der Dresdner Hygiene-Ausstellung, von den Nationalsozialisten entlassen, 1935 Emigration über Brüssel in die USA, dort am Welfare Center New York tätig und zeitweise Beraterin der US-Regierung.
- Zacharias Frankel; geb. 30. September 1801 in Prag; gest. 13. Februar 1875 in Breslau; in Böhmen und Deutschland tätiger gemäßigt reformorientierter Rabbiner, erster Oberrabbiner in Dresden (1836–1854), Vorkämpfer der Gleichstellung der Juden mit den Christen, Gründungsdirektor des Jüdisch-Theologischen Seminars in Breslau, formulierte in Dresden ein Programm des „historisch-positiven Judentums“, gilt als geistiger Vater des amerikanischen konservativen Judentums.
- Stefan Frenkel; geb. 21. November 1902 in Warschau, gest. 1. März 1979 in New York City; Geiger, Geigenlehrer und Komponist, 1924 bis 1927 Konzertmeister der Dresdner Philharmonie, Solist und Kammermusiker, Zusammenarbeit mit Paul Aron, ab 1933 nur noch für den Jüdischen Kulturbund tätig, 1935 in die Schweiz, 1936 US-amerikanisches Exil und war von 1936 bis 1940 erster Konzertmeister der Metropolitan Opera in New York, Konzertmeister in Rio de Janeiro, als Geigenlehrer und Kammermusiker.

## G
- Eugen Gärtner; geb. am 7. Dezember 1885 in Schweinfurt, gest. am 2. März 1980 in Kew Gardens, Queens, New York City; 1913–1920 Rabbiner in Dresden, anschließend als solcher in München, danach in Zwickau, 1930 Landesrabbiner in Braunschweig, 1938 Emigration in die USA, u. a. 1956–1966 Bibliothekar am Leo Baeck Institut in New York City.
- Eugen Galewsky; geb. 6. Februar 1864 in Breslau; gest. 15. Februar 1935 in Dresden; Dermatologe, seit 1891 in Dresden niedergelassener Arzt, seit 1902 Vorsitzender der Landesgruppe Sachsen der Deutschen Gesellschaft zur Bekämpfung der Geschlechtskrankheiten, eigener Pavillon auf der Internationalen Hygiene-Ausstellung Dresden 1911, 1912 Ernennung zum Professor, führte als erster Dithranol zur Therapie der Psoriasis (Schuppenflechte) ein, Regierungskommissar für den Erlass des Gesetzes zur Bekämpfung der Geschlechtskrankheiten von 1927, seit 1933 zunehmenden Schikanen ausgesetzt, sein Tod wird als Suizid gedeutet.
- Bruno Gimpel; geb. 14. Januar 1886 in Rostock, gest. 28. April 1943 in Niederpoyritz; expressionistischer Maler und Grafiker; 1911 Studium an der Kunstakademie Dresden, in den 1920er Jahren Leiter der Dresdner Ortsgruppe im Bund der Deutschen Gebrauchsgraphiker, vom Jugendstil geprägt, näherte sich jedoch zunehmend der Dresdner Sezession an, ohne ihr allerdings beizutreten, blieb die Deportation in das KZ erspart, weil in „gemischt-rassiger“ Ehe trotz ständiger Schikanen lebend, Suizid 1943.
- Emanuel Goldberg; geb. am 19.jul. / 31. August 1881greg. in Moskau; gest. 13. September 1970 in Tel Aviv; Chemiker, Techniker, Erfinder, erbrachte seine größten wissenschaftlichen und ingenieurtechnischen Leistungen in Deutschland zur Zeit des Kaiserreichs und der Weimarer Republik, einer der Gründer von Zeiss Ikon, wirkte 1917–1933 in Dresden, während dieser Zeit Honorarprofessor an der TU Dresden, zahlreiche Erfindungen und Patente (z. B. Mikropunkt, die Filmkamera Kinamo, die Contax-35-mm-Kamera, eine frühe Suchmaschine und sensitometrische Geräte), in Palästina und dem späteren Israel Berater im zivilen als auch militärischen Bereich, führte ein spezielles Ausbildungssystem für Hochtechnologie ein, 1957 Ehrendoktor des Technion – Israel Institute of Technology.
- Szymon Goldberg; auch Simon Goldberg, geb. 1. Juni 1909 in Włocławek, gest. 19. Juli 1993 in Toyama, Japan; Violinist, Dirigent, 1925 bis 1929 Konzertmeister der Dresdner Philharmonie, hier Simon-Goldberg-Quartett, später Streichquartett der Dresdner Philharmonie, Auftritte mit dem Pianisten Paul Aron, dann zu den Berliner Philharmonikern, 1934 Auftrittsverbot und Emigration nach England, Schweiz, bei Asientournee von den Japanern verhaftet, 1942 bis 1945 auf Java interniert, 1953 amerikanischer Staatsbürger, 1955–1977 Leiter des Nederlands Kamerorkest, 1977–1980 Leiter der Manchester Camerata, ab 1990 Dirigent des New Japan Philharmonic Orchestra in Tokyo, Gastprofessur an der Toho Gakuen School of Music, 1992 Übersiedlung nach Japan.
- Nora Goldenbogen; geb. 9. März 1949 in Dresden, gest. 26. November 2024 ebenda; promovierte Diplomlehrerin, zu DDR-Zeiten an der Bezirksparteischule der SED tätig, 1992 Mitbegründerin des Vereines HaTikva, zahlreiche Veröffentlichungen zur Geschichte der Juden in Dresden, Sachsen und der DDR, 2003–2020 Vorsitzende der jüdischen Gemeinde in Dresden, seit 2017 Trägerin der Ehrenmedaille der Landeshauptstadt Dresden.
- Georg Gradnauer; geb. 16. November 1866 in Magdeburg; gest. 18. November 1946 in Berlin; Politiker, 1889 Promotion in Halle (Saale), bis 1897 Schriftleiter der Sächsischen Arbeiterzeitung, von 1896 bis 1905 Redakteur des Vorwärts in Berlin, bis 1918 leitender Redakteur der Dresdner Volkszeitung in Dresden, 1898–1906 und 1912–1918 Mitglied des Reichstages (MdR), am 14. März 1919 Wahl zum sächsischen Ministerpräsidenten, daneben in der Weimarer Nationalversammlung, 1920–1924 nochmals MdR und 1921 für kurze Zeit Reichsinnenminister, 1921–1932 Leiter der Sächsischen Gesandtschaft in Berlin, seit Machtergreifung 1933 durch so bezeichnete „gemischt-rassige“ Ehe in gewissem Maß geschützt, 1944–1945 in Theresienstadt, überlebte, gehörte 1945 zu den Neugründern der SPD.
- Lea Grundig; geb. als Lea Langer 23. März 1906 in Dresden, gest. 10. Oktober 1977 auf Mittelmeerreise; Malerin, Grafikerin, 1922–1926 Studium in Dresden, 1926 Mitglied der KPD, Mitbegründerin der Dresdner Sektion der Künstlergruppe Asso, 1928 Hochzeit mit Hans Grundig, in der Zeit des Nationalsozialismus Kunstwerke als „entartet“ diffamiert, 1935 Ausstellungsverbot, nach Haft bis 1939 Emigration nach Preßburg, 1940 ins britische Mandatsgebiet Palästina, 1948–1949 in Prag, nach Dresden zurück, 1949 Dozentin, 1951 Professur für Grafik, 1961 Ordentliches Mitglied der Akademie der Künste der DDR, 1964–1970 Präsidentin des Verbandes Bildender Künstler, ab 1964 Mitglied des Zentralkomitees der SED, 1975 und 1976 Personalausstellungen in Berlin und Dresden.

## H
- Bernhard Hirschel; geb. 15. Januar 1815 in Dresden, gest. 15. Januar 1874 ebenda; Politiker und Mediziner, Vorreiter der Homöopathie, besuchte ab Ostern 1825 als einer der ersten Juden die Dresdner Kreuzschule, ab 1834 Studium der Medizin an der Universität Leipzig, anschließend praktizierender Arzt in Dresden, schloss sich 1848 dem Dresdner Vaterlandsverein an, wurde einer seiner Führer, 1849 erster jüdischer Stadtverordneter von Dresden, zwischen 1852 und 1874 Herausgeber der Zeitschrift für homöopathische Klinik, veröffentlichte zahlreiche Bücher über die Homöopathie, betätigte sich als Medizinhistoriker.
- Rafael Hofstein; auch Raphael Hofstein, geb. am 23. Januar 1858 in Swetzian (Gouvernement Wilna), gest. 1948 in São Paulo; Musiker, Komponist, ab 1891 Kantor, später Oberkantor der jüdischen Gemeinde, 1906 Gründung eines Damenchors, ab 1924 mit dem Jüdischen Jugendorchester eigene Werke (240 opera), 1926 1. Vorsitzender des Jüdischen Kulturvereins zu Dresden, 1934 Ruhestand, 1939 Flucht nach Brasilien, „seine Musik verband die Wärme der ostjüdischen Melodien mit der westlichen Musikkultur“ (Biografin Agata Schindler).
- Felix Holldack; geb. 10. Oktober 1880 in Königsberg, gest. 29. Mai 1944 in Garmisch-Partenkirchen; Rechtswissenschaftler, Hochschullehrer, Studium der Rechtswissenschaft und Philosophie, 1902 Dissertation Die kanonisch-rechtlichen Einflüsse im Eherecht des Bürgerlichen Gesetzbuches. zum Dr. jur., anschließend in Heidelberg Promotion zum Dr. phil. mit Von der Sage und dem Reich der Grusinischen Königin Tamara., 1909 Habilitation, Privatdozent für Rechtswissenschaft, planmäßiger außerordentlicher Professor für Internationales Recht, Rechtsphilosophie und Vergleichende Rechtswissenschaft, 1920 Ruf für Rechtswissenschaft an die Technische Hochschule Dresden, 1934 als Katholik nach NS-Rassegesetzen als Halbjude zwangsemeritiert, anschließend Privatgelehrter, überlebte bis zu seinem Tod 1944 durch gemischt-rassige Ehe.

## J
- Anna Joachimsthal-Schwabe; geb. Anna Minna Schwabe 8. Juli 1892 in Varel, gest. 2. Februar 1937 in Dresden oder in Berlin; Lyrikerin, seit 1913 in Dresden lebend, prägte seit Beginn der 1920er Jahre die jüdische Literaturszene in Dresden, erst ab 1935 im „Gemeindeblatt der Israelitischen Religionsgemeinde Dresden“ eigene Gedichtveröffentlichungen, eigener Gedichtband posthum 1937 beim Philo-Verlag in Berlin.
- Genja Jonas; als Jenny Jonas geb. 2. September 1895 in Rogasen, Kreis Obornik, Provinz Posen, gest. 8. Mai 1938 in Dresden; Fotografin, ab 1918 eine der gefragtesten Porträtfotografen in Dresden, Internationale Ausstellungen, Aufträge im Ausland (Frankreich, Mitglieder des britischen Königshauses), besondere Bedeutung die Fotografien der Tänzerin Gret Palucca, wollte nach England emigrieren, erkrankte aber an Krebs und verstarb in Dresden, Atelier bei Luftangriffen auf Dresden im Februar 1945 zerstört.

## K
- Isidor Kaim (auch K. Sidori); geb. 25. Februar 1817 in Dresden, gest. um 1880 wahrscheinlich in Berlin; 1845 der erste staatlich zugelassene Rechtsanwalt jüdischen Glaubens in Sachsen, Medizinstudium, anschließend bis 1841 Jura, aufgrund einer Erlaubnis des Königs 1845 Berufsausübung möglich, Übersiedlung nach Leipzig, 1849 dort das Bürgerrecht und Rechtsanwalt, 1854 wegen angeblichen Betrugs Haftstrafe, 1859 nach Berlin, bis Ende der 1860er Jahre mehrere Publikationen, 1877 als Inhaber einer Firma für Garne verzeichnet, danach verliert sich die Spur.
- Carl von Kaskel; konvertierte 1844, war Sohn von Michael Kaskel, ab 1867 von Kaskel, ab 1869 Freiherr von Kaskel, Pseudonym: Carl Lassekk, geb. 6. Oktober 1797 in Dresden, gest. 31. Juli 1874 ebenda; Bankier, Inhaber des Bankhauses Kaskel, Mitbegründer der Dresdner Bank, kgl. sächs. Geheimer Kammerrat, Hausbankier des sächsischen Königshauses, finanzierte 1866 für Sachsen und Österreich den Deutschen Krieg, 1869 in den österreichischen Freiherrnstand erhoben, gleichermaßen die königlich sächsische Anerkennung, 1872 Umwandlung des Bankhauses Kaskel in Dresdner Bank, Generalkonsul der Königreiche Schweden und Norwegen.
- Karl von Kaskel; Sohn von Carl von Kaskel, geb. 10. Oktober 1866 in Dresden, gest. 22. November 1943 in Berlin; Komponist (Opern, Ouvertüren, Lieder), nach Studium in Leipzig und Köln, seit 1899 Professur in München, nach der nationalsozialistischen Machtergreifung versteckt in Berlin lebend, da nach den NS-Rassegesetzen als Jude geltend, während eines Bombenangriffs an einem Herzinfarkt dort verstorben.
- Michael Kaskel; geb. 9. November 1775 in Dresden, gest. 30. Januar 1845 ebenda; Hofbankier, Volljährigkeitserklärung 1796 entsprochen, Heeres- und Münzlieferant, „Bankhaus Michael Kaskel“, „Königlich Sächsischer Commerzienrath“, Kinder ab den 1820er Jahren evangelisch getauft, in seinem Haus befand sich eine Privatsynagoge, kaufte 1832 Antons an der Elbe in der Johannstadt, sein Sohn Carl von Kaskel übernahm nach seinem Tod das Familienunternehmen als Inhaber.
- Willy Katz; geb. 17. Dezember 1878 in Brieg, gest. 13. Januar 1947 in Dresden; Arzt, bis 1905 Medizinstudium in Berlin und Wien, 1906 Promotion an der Universität Greifswald, Assistenzarzt in Berlin und Oberarzt in Sanatorien in Homburg vor der Höhe und Wiesbaden, ab 1909 praktischer Arzt mit eigener Klinik in Dresden, Leiter der Sportärztlichen Beratungsstelle, behielt nach der Machtergreifung der Nationalsozialisten zunächst Kassenzulassung, lebte ab Oktober 1933 in so bezeichneter „gemischt-rassiger“ Ehe bei zunehmenden Erschwernissen, verlor schließlich am 30. September 1938 wie alle jüdischen Ärzte seine Approbation, Schließung der Praxis, im Juli 1939 als „Krankenbehandler“ (Leiter der so bezeichneten „Jüdischen Gesundheitsstelle“) verpflichtet, zuständig für die medizinische Überwachung der mehr als 30 sogenannten „Judenhäuser“ und Lagerarzt des Judenlagers Hellerberg, musste mindestens zehn Deportationen von Dresden nach Theresienstadt als Mediziner begleiten, nach Kriegsende wieder Arzt, Vertrauensarzt in Striesen und Blasewitz; seit 1990 sein Nachlass, die Dr. Willy Katz collection im Washingtoner Holocaustmuseum gesichert.
- Robert Kinsky; geb. 17. August 1910 in Budapest, gest. als Roberto Kinsky 15. September 1977 in Buenos Aires; Dirigent, Schüler von Zoltán Kodály, nach seinem Studium stellvertretender Dirigent und Korrepetitor an der Semperoper, 1933 mit Fritz Busch nach Buenos Aires, Leitung des Orchesters des Teatro Colón.
- Victor Klemperer; geb. 9. Oktober 1881 in Landsberg an der Warthe, gest. 11. Februar 1960 in Dresden; Romanist, Politiker, durch seine ab 1995 unter dem Titel Ich will Zeugnis ablegen bis zum letzten (1933–1945) herausgegebenen Tagebücher einer der wichtigsten Chronisten des Lebens eines Überlebenden des Holocaust der deutschen Nationalsozialisten, studierte Philosophie, Romanistik und Germanistik in München, Genf, Paris und Berlin, 1906 Hochzeit mit Konzertpianistin und Malerin Eva Schlemmer, 1905–1912 freier Publizist in Berlin, konvertierte 1912, im gleichen Jahr Promotion, 1914 Habilitation, 1920 Professor für Romanistik an der Technischen Hochschule Dresden, April 1935 als „Geltungsjude“ in den vorzeitigen Ruhestand versetzt, Tagebuchnotizen als Loseblattsammlung (versteckt in Pirna), 1940 aus dem Haus Klemperer vertrieben, ab dann in diversen „Judenhäusern“, durch die Luftangriffe in der Nacht vom 13. auf den 14. Februar 1945 der drohenden Deportation entkommen, mehrmonatige Flucht durch Sachsen und Bayern, im Juni 1945 nach Dresden, 1947 Erscheinen von „LTI – Notizbuch eines Philologen (Lingua Tertii Imperii: Sprache des Dritten Reiches)“, trat nach Zaudern der KPD bei, 1947–1960 an der Ernst-Moritz-Arndt-Universität Greifswald, der Martin-Luther-Universität Halle-Wittenberg und zuletzt an der Humboldt-Universität zu Berlin tätig, nach der Volkskammerwahl am 15. Oktober 1950 Abgeordneter des Kulturbunds der DDR, 1950 ordentliches Mitglied der Akademie der Wissenschaften; als einer „100 Dresdner des 20. Jahrhunderts“ gewählt. Gedenkstele vor seinem Wohnhaus an der Straße „Am Kirschberg“ in Dresden-Dölzschen, Name eines Hörsaals an der TU Dresden, Victor-Klemperer-Straße in Räcknitz.

## L
- David Landau; auch David Wolf Landau oder Pollak David, geb. 1742 in Lissa, gest. am 4. Dezember 1818 in Dresden; Leiter einer Jeschiwa sowie Dajan, 1788–1803 Rabbiner in Flatau, 1803 erster Oberrabbiner in Dresden, der damals einzigen im Königreich Sachsen, blieb dies bis zu seinem Tod.
- Wolf Landau; geb. 1. März 1811 in Dresden, gest. 24. August 1886 ebenda; Oberrabbiner der Jüdischen Gemeinde zu Dresden, Jeschiwain Goltsch-Jenikau in Böhmen, anschließend Kreuzschule in Dresden ab 1836 Studium an der Friedrich-Wilhelms-Universität in Berlin auf, anschließend Lehrer an der israelitischen Gemeindeschule, promovierte 1841, 1842 Hochzeit mit Fanni Feilchenfeld (1816–1891), Mitarbeiter der jüdischen Zeitschrift Der Orient, nach dem Weggang Frankels 1854 Nachfolger als Oberrabbiner der jüdischen Gemeinde, 1851 Vorsitzender des Dresdner Mendelssohn-Vereins, 1863 Gründung der „Kasse für verschämte Arme“, schriftstellerische und publizistische Tätigkeit, Engagement für die Emanzipation der Juden in Sachsen, nach seinem Tod Namensgeber für die Dr. Wolf-Landau-Stiftung.
- Wilhelm Lande; geb. 1. Januar 1869; gest. 1951 in den USA; Zigarettenhersteller, bis 1938 Inhaber der Zigarettenfabrik W. Lande in Dresden, gründete diese in Halberstadt, verlegte diese um die Jahrhundertwende nach Dresden, anfangs rund 100 Beschäftigte, 1929 Tochterfirma „Macedonia“, 1932 600 Beschäftigte, 1,2 Milliarden Zigaretten p. a., Tochter Cäcilie verkaufte Lande und Macedonia im Juni/Juli 1933 an den NS-Funktionär Karl Geissinger, starb 1951 in den USA durch Suizid.
- Rudolf Lappe; geb. 27. Mai 1914 in Chemnitz, gest. 11. August 2013 in Dresden; 1933 Emigration nach England/London. Dort Studium der Elektrotechnik. Rückkehr 1948 nach Deutschland. Professur an TU Dresden. Er gilt als Nestor der Leistungselektronik in der DDR. Rudolf Lappe veröffentlichte mehrere Lehr- und Fachbücher.
- Auguste Lazar; (auch Augusta Wieghardt-Lazar, Pseudonym Mary MacMillan), geb. am 12. September 1887 in Wien, gest. am 7. April 1970 in Dresden; Schriftstellerin, promovierte 1916 in Wien zu E. T. A. Hoffmann, 1920 Übersiedlung mit ihrem Mann nach Dresden, nach 1933 illegal im antifaschistischen Widerstand, Emigration 1939 nach Großbritannien, dort bis 1949 Köchin, Rückkehr nach Dresden, schrieb bevorzugt Kinderbücher, unterstützte junge Autoren; Auguste-Lazar-Straße in Zschertnitz.
- Emil Lehmann; geb. 2. Februar 1829 in Dresden, gest. 25. Februar 1898 ebenda; Jurist, Schriftsteller, Politiker in der Deutschen Fortschrittspartei, Israelitische Gemeindeschule, 1842–1848 Kreuzschule, Jura-Studium in Leipzig, 1848 Mitglied der Leipziger Burschenschaft Germania, 1863 zunächst Rechtsanwalt, später auch als Notar, seit 1869 Vorsitzender der Jüdischen Gemeinde, 1893 Mitbegründer des „Central-Vereins deutscher Staatsbürger jüdischen Glaubens“, 1865–1883 mit einigen Unterbrechungen Stadtverordneter von Dresden, dort 1879–1883 1. Vizevorsteher, 1875–1881 in der zweiten Kammer des Sächsischen Landtags.
- Issachar Berend Lehmann; auch Berend Lehmann, Jissachar Bermann Segal, Jissachar ben Jehuda haLevi, Berman Halberstadt, geb. 23. April 1661 in Essen; gest. 9. Juli 1730 in Halberstadt; Handel in Luxusgütern, Bankier, Münzagent, Heereslieferant sowie Verhandlungsdiplomat, wirkte als Hoffaktor hauptsächlich für August den Starken, dank seiner Privilegien und sozialen und kulturellen Engagements um 1700 eine in Mittel- und Osteuropa berühmte jüdische Autoritätsperson, setzte eine erneute (dauerhafte) Judenansiedlung durch Schutzbriefverleihung in Dresden durch (Begründer der dauerhaften Wiederansiedlung von Juden in Dresden seit deren Vertreibung 1430).
- Paul Lehmann; geb. um 1875 in Stettin, gest. 1928 in Frankfurt am Main; Lehre im Metallgewerbe, erste Veröffentlichungen in Halberstadt, Eigentümer verschiedener mitteldeutscher Zeitungen und Verlage (Saale-Zeitung (bzw. deren Vorläufer), der Halleschen Allgemeinen sowie des Otto-Händel-Verlages), 1919 in Dresden niedergelassen, keinerlei schriftstellerische oder verlegerische Tätigkeit mehr, dafür aktiv in der Jüdischen Gemeinde, bei einer Reise 1928 überraschend verstorben.
- Fanny Lewald; als Fanny Marcus geb. 24. März 1811 in Königsberg, gest. 5. August 1889 in Dresden; Schriftstellerin, konvertierte 1829 zum Protestantismus, trotzdem antisemitische Anfeindungen, veröffentlichte 1843 die beiden Romane Clementine und Jenny, 1845/46 in Rom Treffen mit Adolf Stahr, mehrere Jahre für damalige Zeit ungewöhnliches Ringen um eine Art Dreiecksbeziehung (erst 1855 Auflösung), Vorkämpferin der Frauenemanzipation, forderte das uneingeschränkte Recht der Frauen auf Bildung und auf gewerbliche Arbeit, gegen die Zwangsverheiratung junger Frauen und gegen das Scheidungsverbot, zahlreiche Artikel und Romane zu diesen Themen; Fanny-Lewald-Straße in Kleinzschachwitz.
- Hermann Lewin, Sohn von Julius Lewin, auch Hermann G. Lewin, in den Vereinigten Staaten Hermann G. Lane; geb. 8. Januar 1904, wahrscheinlich in Gollub (Provinz Westpreußen), gest. 5. Juni 1992 in den USA; deutsch-US-amerikanischer Unternehmer, bis 1938 Mitinhaber der Zigarettenfabrik Yramos, nannte er sich ab 1940 Hermann G. Lane, mit seiner Firma Lane Ltd. hoch anerkannter Händler von Pfeifentabaken, 150 Beschäftigte, 1978 Veräußerung an Dunhill, blieb noch bis 1982 chief executive, um dann zum chairman ernannt zu werden, Spezialmischung HGL mit seinen Namensinitialen, Firma heute STG Lane der Scandinavian Tobacco Group.
- Julius Lewin, Vater von Hermann Lewin; geb. 22. April 1875 in Gollub (Provinz Westpreußen), gest. 1950 in New York City; deutscher Unternehmer in der Zigarettenindustrie, baute die Zigarettenfabrik Yramos auf, war bis 1938 deren Mitinhaber, engagierte sich in der jüdischen Gemeinde in der orthodoxen Kultuskommission, 28. April 1942 Deportation in das Ghetto Theresienstadt, nach Kriegsende im Juni 1945 nach Dresden, nach kurzem Aufenthalt in die USA.
- Siegfried Lewinsky; geb. am 24. Mai 1881 in Kempen; gest. am 29. Juni 1958 in Dresden; Schauspieler, 1910–1934 am Dresdner Schauspielhaus, überlebte Holocaust und Luftangriffe unter vielen Entbehrungen, da er mit seiner Ehefrau in einer so bezeichneten „gemischt-rassigen“ Ehe lebte, 1945–1951 erneut am Schauspielhaus tätig.
- Paul Lewitt; geb. 30. August 1895 in Prag, gest. 11. September 1983 in Weimar, Schauspieler, Regisseur, von Hermine Körner an die Dresdener Komödie, dort erste Regie, 1933 Entzug der Arbeitserlaubnis als tschechischer Staatsbürger, Emigration in die ČSR nach Prag und Brünn, 1939 Flucht über Polen nach England, dort am deutschen Emigrantentheater, im Dezember 1945 Rückkehr nach Dresden, Schauspieldirektor der Volksbühne Dresden, 1948 stellvertretender Generalintendant des Staatstheaters Dresden, ab 1952 Intendant am Berliner Theater der Freundschaft, ab 1953 Regiearbeit im Fernsehen, zuletzt Chefregisseur.
- Oskar Lesser; geb. 23. Oktober 1851 in Dresden, gest. 22. Juni 1933 ebenda; 1889 bis 1925 Vorsteher der Israelischen Krankenverpflegungsgesellschaft. 1892 als Erbe seines Vaters Mitinhaber der Firma „Schie M. Nachf.“ Bank- und Wechselgeschäft in der Seestrasse, von 1892 bis 1925 war er zudem Prokurist am Bankhaus Gebr. Arnold, 1906 bis 1924 einer der Vorsteher der Gemeinde, ab 1908 Schatzmeister des Mendelssohn-Vereins.
- Leon Löwenkopf; geb. 10. Dezember 1892 in Szczerzec bei Lemberg, Österreich-Ungarn, gest. 15. Dezember 1966 in Zürich; Mitgründer der Vereinigung der Verfolgten des Naziregimes (VVN), seit 1913 in Dresden, 1919–1932 Zweiter Vorsitzender des Allgemeinen jüdischen Arbeiterbundes, 1930 Mitglied der SPD, 1934 nach Palästina, 1936 nach Warschau als Versicherungsvertreter, 1940 im Warschauer Ghetto inhaftiert, 1942 nach Flucht und Anschluss an eine polnisch-jüdischen Widerstandsgruppe zum Tode verurteilt, in mehrere KZ überstellt, überlebte auch einen Todesmarsch, erster Vorsitzender der Jüdischen Gemeinde nach 1945, 1946 Mitglied der SED, nach Slansky-Prozess 1953 Flucht nach West-Berlin und Düsseldorf, 1957 in die Schweiz.

## M
- Heinrich Ferdinand Mannstein; geb. am 16. September 1806 in Berggießhübel; gest. am 3. August 1872 in Dresden; Gesangslehrer, Schriftsteller und Musikkritiker, seine Beiträge sind heute noch wichtig für die Musikgeschichte Dresdens in der Mitte des 19. Jahrhunderts.
- Fritz Meinhardt; geb. am 16. Februar 1899 in Schwedt/Oder, gest. am 23. April 1943 in Dresden; 1924 Umzug nach Dresden, Bankangestellter, 1927 Eintritt in die Kommunistische Partei Deutschlands (KPD), 1931 arbeitslos, ab 1933 mehrfach verhaftet, politisch illegal tätig, Zwangsarbeit unter anderem im Goehle-Werk, am 21. April 1943 denunziert, nach zwei Tagen in Einzelhaft im Dresdner Polizeigefängnis wurde er „in seiner Zelle tot aufgefunden“, Fritz-Meinhardt-Straße in Reick.
- Rosa Menzer; geb. als Hiende Reise Litwin am 4. Januar 1886 in Plungė, Litauen, gest. am 28. Mai 1942 in der Tötungsanstalt Bernburg; Arbeiterfunktionärin, Widerstandskämpferin; Rosa-Menzer-Straße in Striesen.
- Henry W. Meyer; geb. als Heinz Meyer am 29. Juni 1923 in Dresden; gest. 18. Dezember 2006 in Cincinnati, Ohio; deutsch-US-amerikanischer Violinist, 1949 bis 1988 Mitglied (2. Violine) des LaSalle String Quartet.

## O
- Bankiersfamilie Oppenheim, darunter besonders
  - Martin Wilhelm Oppenheim; geb. 1. Februar 1781 in Königsberg, gest. 10. Oktober 1863 in Dresden; Bankier, Privatier, Förderer von Gottfried Semper, 1826 getauft, Mitinhaber des Königsberger Handels- und Bankhauses Oppenheim & Warschauer, legte anschließend das Bankgeschäft in die Hände seines Sohns Rudolph Oppenheim, zunächst nach Berlin, folgte seiner Tochter Elisabeth Grahl nach Dresden, gehörte im 19. Jahrhundert zu den wohlhabendsten Einwohnern Dresdens, war Mitglied in einer Vielzahl künstlerisch-literarischer Vereine, 1839 und 1845 Auftrag für zwei Prachthäuser für Winter und Sommer an Gottfried Semper (Villa Rosa und Palais Kaskel-Oppenheim), die typbildend für mehrere Jahrzehnte des Bauens in Dresden wurden.

## R
- Fritz Reiner; geb. 19. Dezember 1888 in Budapest, gest. 15. November 1963 in New York City; US-amerikanisch-ungarischer Dirigent, ab 1910 Dirigent in Budapest und Laibach, ab 1914 Chefdirigent der Sächsischen Staatskapelle bis 1921 (Nachfolger von Ernst von Schuch, Vorgänger von Fritz Busch), Zusammenarbeit mit Richard Strauss, 1922–1931 Chefdirigent des Cincinnati Symphony Orchestras, 1938–1948 Chefdirigent des Pittsburgh Symphony Orchestra, Schüler von ihm u. a. Leonard Bernstein, ab 1948 an der New Yorker Metropolitan Opera (Met), internationale Karriere, ab 1953 Chefdirigent des Chicago Symphony Orchestra, zahlreiche Schallplattenaufnahmen.
- Irena Rüther-Rabinowicz (auch Irena Zimmermann-Rüther), geboren 22. September 1900 in Köln, gest. 31. Dezember 1979 in Dresden; Malerin, 1919 als erste Frau an der Kunstakademie Dresden immatrikuliert, ab 1922 freischaffende Künstlerin, zahlreiche Porträts (Antonia Dietrich, Lissy Tempelhof, Richard Tauber, Theo Adam), 1934 mit Ausstellungs- und Berufsverbot belegt, überlebte unter größten Entbehrungen „in gemischt-rassiger“ Ehe, 1945 für den Transport am 16. Februar vorgesehen, durch die Luftangriffe am 13. Februar 1945 gelang Flucht, da Gefängnis von einer Bombe getroffen wurde, zweite Ehe nach Suizid ihres Mannes, 1951 Nationalpreis der DDR.

## S
- Max Sachs; geb. 23. September 1883 in Breslau, gest. 5. Oktober 1935 im KZ Sachsenburg; Journalist, Redakteur und Abgeordneter des Sächsischen Landtags (SPD), 1907 Dr. rer. pol. an der Universität Tübingen, 1911 Leitung der Wirtschaftsredaktion der Dresdner Volkszeitung, bis 1922 Gemeindevertreter von Briesnitz, 1922–1924 zur Stadtverordnetenfraktion der Dresdner SPD, 1922–1926 Mitglied der SPD-Fraktion im Sächsischen Landtag, 1933 verhaftet, im KZ Sachsenburg nach mehrtägigen, schweren Misshandlungen gestorben; Stolperstein am Wohnhaus Bayreuther Straße 14, Max-Sachs-Straße in Dresden-Briesnitz.
- Julie Salinger; geb. 31. Juli 1863 in Ortelsburg (Ostpreußen), gest. 16. September 1942 im KZ Theresienstadt; mit Familie seit 1897 in Dresden, 1902 Mitgründerin und Vorstand (bis 1930) des Schwesternbunds in der jüdischen Fraternitasloge B’nai B’rith Mitglied im Rechtsschutzverein für Frauen und Mädchen (Leitung 1913–1931), 1918 Mitgründerin der Dresdner Organisation der Deutschen Demokratischen Partei (DDP), 1919 Wahl in die Sächsische Volkskammer als eine von drei Frauen (Ausarbeitung der Sächsischen Verfassung). 1920–1922 Abgeordnete im Sächsischen Landtag, Einsatz für Gleichstellung von Frau und Mann, bis Ende der 1920er Jahre im sächsischen Landesverband des Bundes Deutscher Frauenvereine tätig. Nach 1933 zunehmend entrechtet, schließlich mit einem Heimeinkaufsvertrag enteignet, am 25. August 1942 in das Ghetto Theresienstadt deportiert, wo sie infolge der unmenschlichen Haftbedingungen starb. Seit 2012 vor ihrem letzten frei gewählten Wohnhaus Bayreuther Straße 14 ein Stolperstein, seit 2017 Julie-Salinger-Weg in der Äußeren Neustadt (Verbindung zwischen Böhmischer und Bautzner Straße).
- Grete Salus; als Grete Gronner geb. 20. Juni 1910 in Böhmisch-Trübau (Österreich-Ungarn), gest. 2. Februar 1996 in Netanja (Israel); Tänzerin, hinterließ einen 1945 verfassten Bericht über ihr Schicksal – einen der ersten seiner Art (zuletzt erschienen in Leipzig), bis 1928 mehrere Jahre Studium bei Mary Wigman in Dresden, Tanzlehrerin in Prag, Auswanderung nach Indien 1934 erfolglos, 1942 ins Ghetto Theresienstadt deportiert, am 23. Oktober 1944 nach Auschwitz deportiert, ihr Ehemann sofort nach Ankunft vergast, „Überstellung“ in das Außenlager Oederan des KZ Flossenbürg, am 14. April 1945 nach Theresienstadt verbracht, dort befreit, erneut nach Prag, 1949 nach Israel, zunächst in den Kibbuz Ein-Gev, ab 1951 Tanzlehrerin im Kinder- und Jugenddorf Hadassim, in das vor allem Holocaust-Waisen aufgenommen worden waren, ab 1965 in Netanja als Tanzpädagogin.
- Kurt Sanderling; geb. 19. September 1912 in Arys (Ostpreußen), gest. 18. September 2011 in Berlin; Dirigent, seit 1931 Korrepetitor an der Städtischen Oper in Berlin-Charlottenburg, ab 1933 für den Jüdischen Kulturbund tätig, 1935 Ausbürgerung, konnte 1936 zu seinem Onkel nach Moskau emigrieren, dort erneut Korrepetitor, später Dirigent beim Moskauer Rundfunk (Debüt 1937), 1940–1942 war er Chefdirigent der Philharmonie Charkow, 1942–1960 zweiter Chefdirigent der Leningrader Philharmoniker, 1960 bis 1977 der Chefdirigent des Berliner Sinfonie-Orchesters, gleichzeitig 1964–1967 Chefdirigent der Staatskapelle Dresden, 1994–1998 Kuratoriumsmitglied des Berliner Schauspielhauses.
- Jenny Schaffer-Bernstein; als Eugenie Schaffer geb. 27. Juli 1888 in Wien, gest. Frühjahr 1943 im KZ Auschwitz-Birkenau; österreichische Schauspielerin an deutschen Bühnen, Bühnenlaufbahn ab 1911 am Deutschen Theater, 1913 ans Königliche Hoftheater Dresden, 1919 ans Dresdner Schauspielhaus, 1933 Ausschluss vom Spielbetrieb, kehrte nach Berlin zurück, dort Auftritte im Rahmen des Jüdischen Kulturbundes, letzter Auftritt 1941, anschließend zwangsverpflichtet im Osram-Konzern, 1943 nach Auschwitz deportiert, dort kurz nach Ankunft vergast.
- Mendel Schie; geb. 1784 in Dresden, gest. 27. August 1848 ebenda; Bankier, gründete und leitete erfolgreich das Bankhaus M. Schie, unterstützte die städtische Armenversorgung, unterhielt auf seine Kosten in seinen Privaträumen eine private Synagoge, 1845 Vorsteheramt der jüdischen Gemeinde, förderte als deren Vorsteher deren Beerdigungsbruderschaft.
- Arthur Schloßmann; auch Arthur Schlossmann, geb. 16. Dezember 1867 in Breslau, gest. Juni 1932 in Düsseldorf, Pädiater und Sozialhygieniker, Gründer der weltweit ersten Klinik für kranke Säuglinge in Dresden im Jahr 1898.
- Lasar Segall; geb. 21. Juli 1891 in Wilna, gest. 2. August 1957 in São Paulo; Maler, Grafiker und Bildhauer, 1910 Meisterschüler an der Dresdner Kunstakademie, unternahm 1912–1913 erste Reise nach Brasilien, gründete 1919 mit Künstlerfreunden (u. a. Otto Dix und Conrad Felixmüller) die Dresdner Sezession, Reisen und Ausstellungen in Europa, 1924 nach Brasilien zurück, dort 1932 Mitbegründer der Sociedade Pró-Arte Moderna (SPAM), in Deutschland von den Nationalsozialisten verfemt („Entartete Kunst“), eigenes Museum (Museu Lasar Segall in São Paulo).
- Miron Sima; (auch Miron Simah oder auch Meron Simah), geb. 22. Januar 1902 in Proskurow (Gouvernement Podolien), gest. 20. Dezember 1999 in Jerusalem; Maler, Grafiker, ab 1924 Studium an der Kunstakademie Dresden, Beginn der lebenslangen Freundschaft mit Otto Dix, 1930 Kunstpreis der Stadt Dresden für das Bild Feilenhauer, 1933 seine Ausweisung als Staatenloser, Auswanderung nach Palästina, ab 1939 Bühnenbildner, Teilnahme an der Weltausstellung in New York, Hochschullehrer an der Jerusalemer Bezalel Academy of Arts and Design, einziger Künstler 1961 am Eichmann-Prozess, 1992 (und damit erstmals nach 58 Jahren) wieder eine Ausstellung mit seinen Bildern in Dresden.
- Siegfried Sonnenschein; geb. 1. November 1909 in Dresden, gest. 8. März 1980 in Queens, New York City; Pianist, Unterhaltungsmusiker und Komponist.
- Fritz Steiner; korrekt Friedrich Arthur Steiner, geb. 25. Dezember 1913 in Eibenstock, gest. 31. Oktober 1977 in Wrocław; Schauspieler, Operettenbuffo, Theaterleiter und Intendant, mit sieben Jahren im „Königshof“ erster Auftritt, 1930/31 erstes Engagement im Oberschlesischen Landestheater Beuthen-Kattowitz, 1932 am Stadttheater Sorau Buffo und Bürovorsteher, 1933 Flucht in die Tschechoslowakei, nahm die tschechoslowakische Staatsbürgerschaft an, Eintritt in die KPČ, Übertritt zum jüdischen Glauben, 1939 Einberufung in die deutsche Wehrmacht, Entlassung wegen Wehrunwürdigkeit, 1941/42 an das Stadttheater Freiberg, heimliche Trauung in der Katholischen Hofkirche, unmittelbar danach Flucht in die Schweiz, Engagement am Stadttheater Chur, im Dezember 1945 nach Dresden zurück, Eintritt in die KPD, bis 1947 Theaterleiter der „Vereinigte Volksbühne Dresden“ (VVD), 1947/48 am „Neuen Theater München“, 1951 als Oberspielleiter an das Volksbühnen-Theater nach Potsdam, 1958 Intendant der Staatsoperette Dresden bis zu seinem Tod auf einer Gastspielreise des Hauses.

## V
- Berthold Viertel; geb. am 28. Juni 1885 in Wien, gest. am 24. September 1953 ebenda; in Deutschland, den USA und Großbritannien arbeitender Schriftsteller, Dramaturg, Essayist, Übersetzer sowie Film- und Theaterregisseur, von 1918 bis 1921 Regisseur am Dresdner Schauspielhaus, 1933 Flucht aus Deutschland, dann aus Österreich nach Großbritannien und 1946 Rückkehr nach Wien.

## W
- Julius Wahle; geb. 15. Februar 1861 in Wien, gest. 7. Februar 1940 in Dresden; österreichisch-deutscher Literaturwissenschaftler, bekannt geworden unter anderem als Herausgeber der Briefe Johann Wolfgang von Goethes Studium bei Erich Schmidt, 1885 Promotion, ab 1886 als Archivar am Goethe- und Schiller-Archiv in Weimar tätig, dessen Leitung ab 1921, 1910 als erste Person überhaupt mit der Goldenen Goethe-Medaille geehrt, mit Max Hecker Mitarbeit an der Weimarer Ausgabe von Goethes Werken, 1932 Umzug nach Dresden, 1933 zum Austritt aus der Goethe-Gesellschaft gezwungen.
- Helmut Weiß; geb. 13. Mai 1913 in Dresden; gest. 18. August 2000 in Narva, Estland, seit 1937 Helmut Weiss-Wendt genannt; kommunistischer Schriftsteller, Musiker, Musikerzieher und Chorleiter, entkam dem Holocaust im Herbst 1934 durch Einbürgerung in die Sowjetunion, 1937 Opfer der stalinistischen Säuberungen und Ausschluss aus der KPD auf Betreiben von Herbert Wehner, Haft und Verbannung in Karaganda, nach Rehabilitation und Aufhebung der Verbannung 1957 nach Estland, dort Musikerzieher, Chorleiter und Komponist.
- Jakob Winter; geb. 30. Juni 1857 in Šušara, gest. 18. März 1940 in Dresden; Talmudstudium in Miava, Studium der jüdischen Theologie in Berlin und Breslau, Promotion in Halle, nach dem plötzlichen Tod des Oberrabbiners Wolf Landau 1886 provisorische Führung der Rabbinergeschäfte, 1887 endgültig, 1911 zum Professor ernannt, beging 1936 unter schwierigsten äußeren Bedingungen fünfzigjähriges Amtsjubiläum, Mitglied der Delegation zur Aufhebung des Schächt-Verbotes; Jakob-Winter-Platz in Prohlis.
- Albert Wolf, geb. 31. März 1890 in Buchen; gest. 1951 in Chicago; Studium in Breslau, im Ersten Weltkrieg Hilfsrabbiner im Heer, 1920–1938 Rabbiner in Dresden, 1938/39 Oberrabbiner, in der Pogromnacht zum 10. November 1938 verhaftet, in das KZ Buchenwald deportiert, konnte aber 1939 nach Entlassung von Dresden aus über England in die USA emigrieren, 1940–1951 Rabbiner in Chicago; Albert-Wolf-Platz in Prohlis.
- Wilhelm Wolfsohn, Pseudonym Carl Maien; geb. 20. Oktober 1820 in Odessa, gest. 13. August 1865 in Dresden; Journalist, Dramendichter, Übersetzer und Vermittler deutsch-russischer Literaturbeziehungen, in Odessa Besuch des jüdischen Gymnasiums, 1837 Medizinstudium sowie klassische Philosophie, Philologie und Geschichte in Leipzig, erste Aufsätze in der Allgemeinen Zeitung des Judenthums, ab 1841 Förderer von Theodor Fontane, 1843–1845 Materialsammlung in Odessa, ab 1852 in Dresden ansässig, Dramendichter, Mitbegründer der Deutschen Schillerstiftung.
- Karl Wollf;  geb. 27. Juni 1876 in Koblenz, gest. 13. Juni 1952 in London; Dramaturg und Schriftsteller, floh vor 1939 aus Deutschland, in London Mitgründer und Präsident der größten Londoner kulturellen Emigrantenorganisation Club (ab 1943).
- Julius Ferdinand Wollf; geb. 22. Mai 1871 in Koblenz, gest. 27. Februar 1942 in Dresden; Journalist, Publizist, Zeitungsverleger, 1903–1933 Chefredakteur und Mitverleger der Tageszeitung Dresdner Neueste Nachrichten (DNN), Gymnasium und Studium in Koblenz (Philosophie, Geschichte, Volkswirtschaft, Kunst- und Literaturgeschichte), danach Dramaturg in Karlsruhe, ab 1899 bei der „Münchner Zeitung“, 1903 Geschäftsleiter und Chefredaktion, Mitherausgeber der DNN, 1912 Mitgründung des Deutschen Hygienemuseums, 1916 Professorentitel, 1933 aus dem Amt als Chefredakteur der DNN und aus dem Vorstand des Hygienemuseums gedrängt, zunehmende Not infolge des Berufsverbotes, Augenleiden und weitgehende Erblindung, kurz vor der Deportation Suizid am 27. Februar 1942 in Dresden.

## Z
- Josef Zimmering; geb. 19. Mai 1911 in Pirna; gest. 1995 in Dresden; Politiker, Diplomat, Übersetzer, 1928 Mitglied des Kommunistischen Jugendverbands Deutschlands, 1933 Emigration in die Tschechoslowakei, später nach Großbritannien, dort in der FDJ tätig, 1946 Rückkehr, Mitglied der SED, 1952–1954 Stellvertreter des Vorsitzenden des Rates des Bezirkes Chemnitz bzw. Karl-Marx-Stadt für Volksbildung und Kultur, dann im diplomatischen Dienst der DDR, 1955–1959 Ständiger Vertreter der DDR bei der UN-Wirtschaftskommission für Europa (ECE) in Genf, Leiter der Abteilung Internationale Verbindungen im Generalsekretariat des Deutschen Roten Kreuzes in der DDR (DRK), Sekretär des Albert-Schweitzer-Komitees.
- Max Zimmering; geb. 16. November 1909 in Pirna, gest. 15. September 1973 in Dresden; Schriftsteller, 1928 Mitglied des Kommunistischen Jugendverbands Deutschlands, 1929 der KPD beigetreten, ab 1928 Redakteur für „Arbeiterstimme“, Dresden, „AIZ“, Berlin und „Die Rote Fahne“, Berlin, 1933 Emigration in die Tschechoslowakei, später Frankreich, Palästina und Großbritannien, dort Redakteur der Monatsschrift „Freie deutsche Kultur“, 1946 Rückkehr, bis 1953 Redakteur der „Zeit im Bild“, 1956–1958 Verbandssekretär des Schriftstellerverbandes der DDR, danach Direktor des Instituts für Literatur „Johannes R. Becher“ in Leipzig, von 1964 Schriftsteller in Dresden.

## Weitere Persönlichkeiten
In der Literatur werden verschiedene Persönlichkeiten als Persönlichkeiten jüdischer Herkunft geführt. Dies ist im Einzelnen so nicht zutreffend, eben wie es auch keine Persönlichkeiten christlicher Herkunft gibt. Das ist der nationalsozialistische Praxis seit 1933 geschuldet: Durch die Reduktion (und Vermischung) von Abstammung und Religion in der NS-Ideologie werden oftmals Juden (das sind jüdische Persönlichkeiten) ausgewiesen, die diese erst durch die NS-Klassifikation erfahren haben. Eine Bezeichnung jüdischer Herkunft wiederum orientiert sich (oftmals unbewusst) noch heute an den gleichen NS-Kriterien.